# 루시 파라다이스
루시아 퀸테로 바스케스(스페인어: Lucía Quintero Vázquez 또는 루시 파라다이스(영어: Lucy Paradise, 1995년 1월 29일 ~ )는  스페인의 팝가수다. 

## 직업
그녀는 일렉트릭 기타 연주를 시작했고 아주 어렸을 때 아시아 세계에 발을 들여놓았다. 그는 만화에 관심을 가지기 시작했고 파라파라 (일본 무용) 그룹을 결성했다. K-Pop에 대한 그의 열망은 인터넷을 통해 스스로 한국어를 배울 정도로 커졌다.
세비야의 프로듀서 JM Mantecón은 바에서 노래를 부르고 있던 루시를 무대에서 발견했다. 그는 Bad Girl을 위해 작곡한 노래인 Bad Girl을 작곡했다. 곧 Warner Music은 프로젝트에 관심을 갖고 Lucy와 음반 계약을 체결하여 2015년에 발매된 첫 번째 앨범인 Everything Is OK를 프로듀서와 함께 작곡하고 녹음했다.
그녀는 한국어로 잘 알려진 노래를 다루는 것으로 소셜 네트워크에서 유명하며 TikTok에서 220,000명 이상의 팔로워를 보유하고 있다. 라디오와도 밀접한 관련이 있다. 그녀는 Mediaset에서 "Coca-Cola Fan Experience" 프로그램의 공동 진행자로 일했으며 현재 Canal Sur 라디오 프로그램 "El Programa del Yuyu" 및 "El Show del Comandante Lara"의 공동 작업자이다.

## 음반
- Everything is OK (2015)

## 단순한
- Bad Girl (2014)
- EIO (2015)
- Que Te Vaya Mal (2020)
- Tu Nueva Best Friend (2021)
- 미친 것 같아 (2022)

## 참고자료
1. ↑  LOS40. “Conoce a fondo Bad Girl, el temazo de la sevillana Lucy Paradise” (유럽 스페인어). LOS40. 25 de marzo de 2018에 확인함.
2. ↑  Valdés, Isabel (2015년 4월 24일). “La nueva diva de Corea del Sur es sevillana” (스페인어). El País. ISSN 1134-6582. 2024년 4월 30일에 확인함.
3. ↑  “'Branded content' de Coca-Cola en la radio online de Mediaset”. 《MarketingNews》 (스페인어). 2015년 5월 27일. 2024년 4월 30일에 확인함.
4. ↑  “Lucy Paradise, la reina del K-Pop que triunfa aquí y en Corea”. 《www.canalsur.es》 (스페인어). 2024년 4월 30일에 확인함.